# Тарафа
Тарафа (арап. طرفة بن العبد بن سفيان بن سعد أبو عمرو البكري الوائلي‎‎ / АЛА-ЛЦ: Ṭарафах ибн ал-‘Абд ибн Суфyāн ибн Са‘д Абū ‘Амр ал-Бакрī ал-Вā’или), је био арапски песник из 6. века из племена Бакр. Био је полубрат или нећак елегисте Ел Кирника бинт Бадра.
После дивљe и раскалашне младости проведене у Бахреину, напустио је своју родну земљу након што је успостављен мир између племена Бакр и Таглиб и отишао са својим ујаком Ел Муталамисом (такође песником) на двор краља Хире, Амр ибн Хинда (умро од 568-69), и постао пратилац краљевог брата. Хира је у то време била вазал персијског Сасанидског царства. Пошто је исмевао краља у неким стиховима, послат је са писмо, Азад Перозу, персијском гувернеру јужних обала Персијског залива, али су Тарафа и његов ујак успели да побегну током путовања. У другој причи спомиње се да је Тарафа убијен након доласка.
Једна од његових песама је садржана у Мо'алакату. Његов диван је објављен у делу Вилхема Ахлвардта Дивани шест дравних арапских песника (Лондон, 1870). Неке од његових песама су преведене на латиницу са белешкама Б. Ванденхофа (Берлин, 1895).